# Coleção Werner

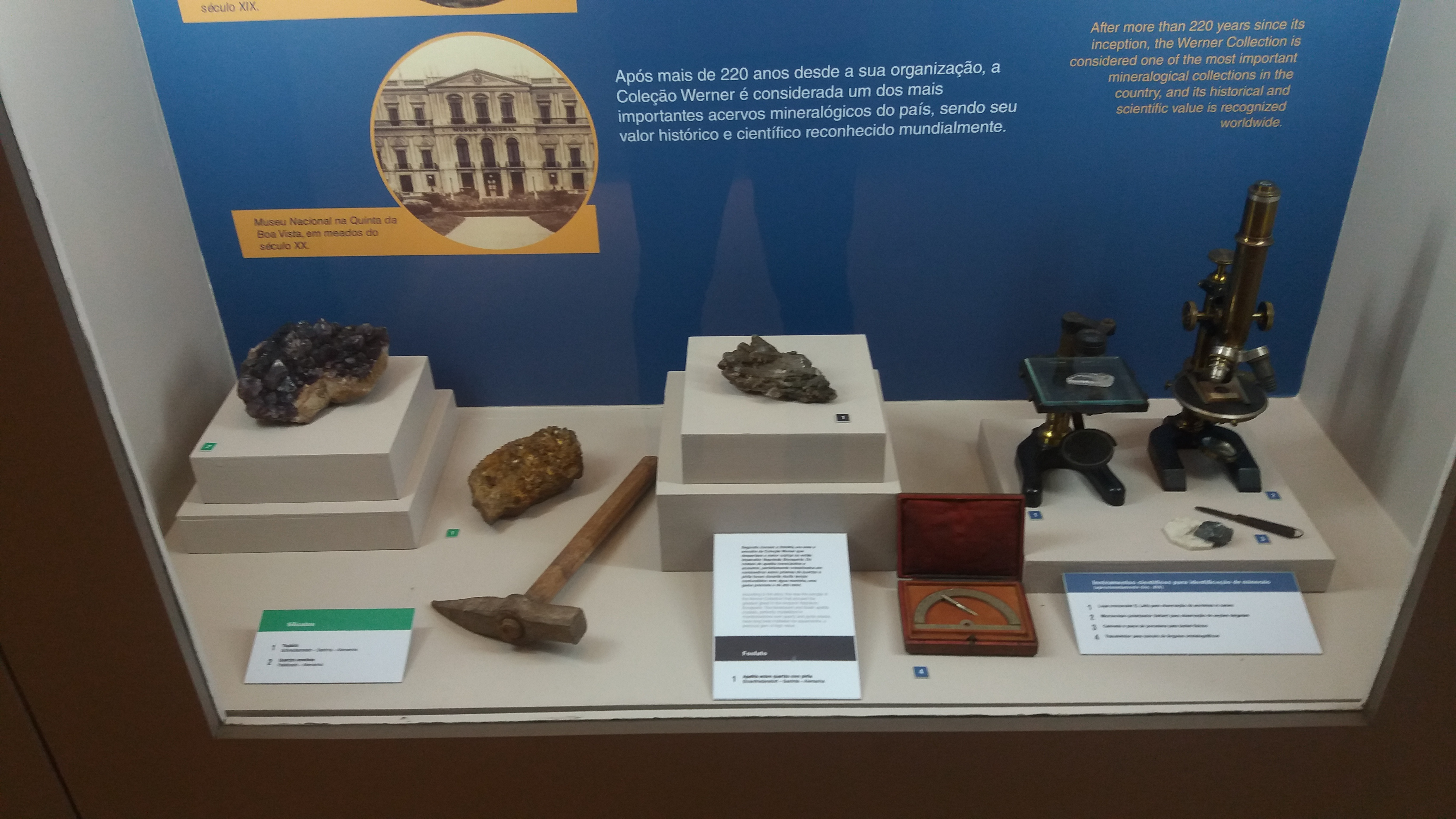
Vitrine da exposição da Coleção Werner.

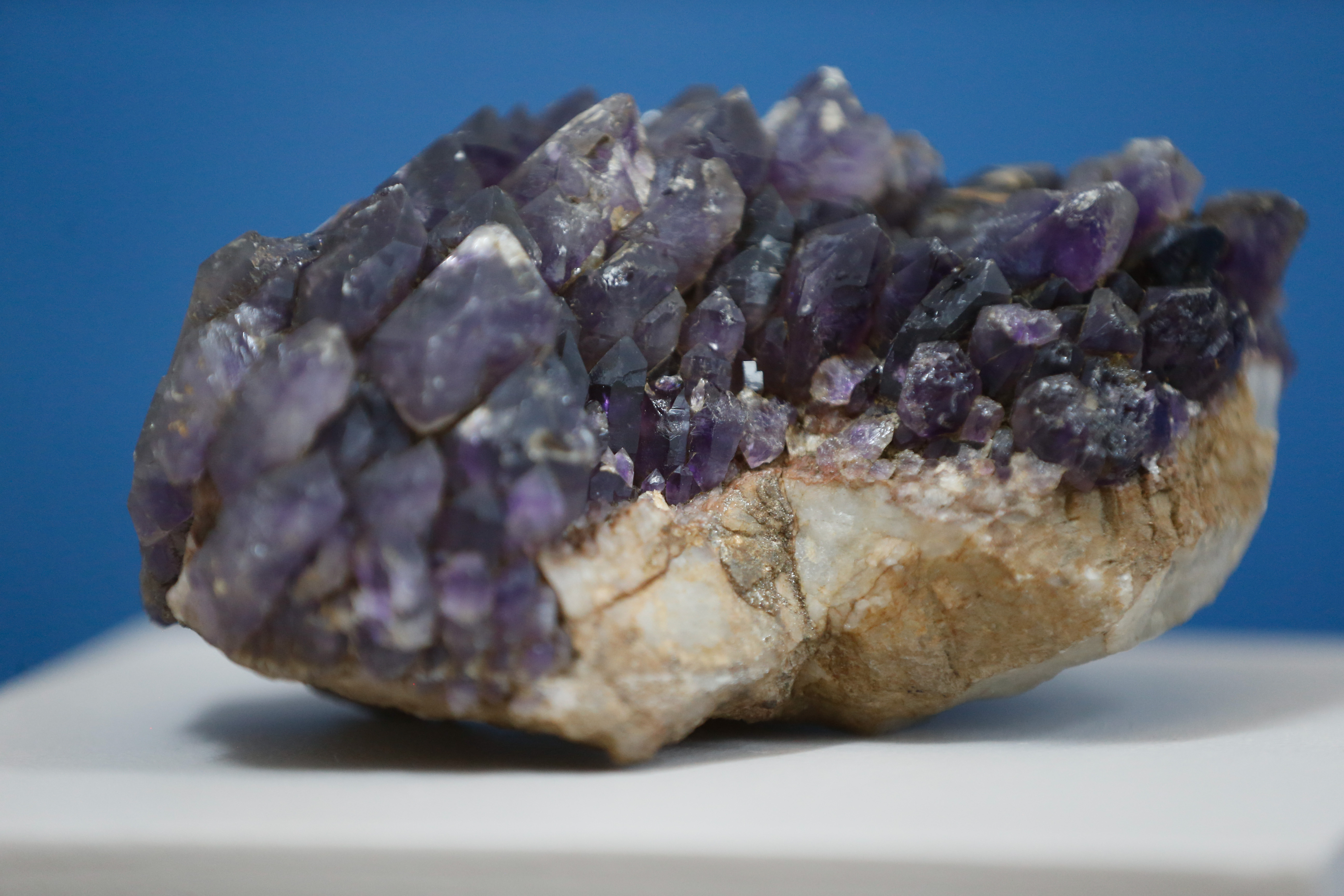
Exemplar de quartzo ametista da Coleção Werner.

A Coleção Werner é uma das coleções em exposição no Museu Nacional, no Rio de Janeiro. O acervo reúne em torno de 60 minerais raros obtidos no século XVIII da Escola de Minas de Freiberg, da Alemanha, pelo fidalgo português António de Araújo e Azevedo. O nome da coleção deve-se ao principal nome da escola alemã, o cientista Abraham Gottlob Werner. O acervo veio ao Brasil no século XIX, trazido pela família real em fuga da invasão napoleônica, e foi inicialmente enviada para a Academia Real Militar, sendo movida para o Museu Real (antigo nome do Museu Nacional) em 1819. Considera-se que foi a primeira coleção a compor o Museu Nacional.
Esta coleção foi atingida pelo incêndio de 2018 no Museu Nacional, mas foi dito que poderá ser restaurada.